# GMOペイメントゲートウェイ
GMOペイメントゲートウェイ株式会社（ジーエムオーペイメントゲートウェイ、英: GMO Payment Gateway, Inc.）は、電子商取引をはじめとした事業者に対しクレジットカード決済サービスの提供を行うGMOインターネットグループの子会社。

## 事業内容
クレジットカードによるネットショッピング時における決済や、公共料金、プロバイダー料金といった決済処理サービスを柱とする。非対面での決済サービスを提供する事が特徴である。
公共料金決済の代表的な提供先は、日本年金機構、日本放送協会、東京都水道局などがある。
他にも三井住友カードやVisaワールドワイドジャパンと提携して、加盟店向けキャッシュレス決済プラットフォーム端末の「stera（ステラ）」を提供している。

## 沿革
- 1995年（平成7年）3月 - カード・コール・サービス株式会社設立。
- 2000年（平成12年）11月 - 株式会社カードコマースサービスに社名変更。
- 2004年（平成16年）
  - 9月 - グローバルメディアオンライン（現・GMOインターネット）の傘下に入る[9]。株式会社アスナルからクレジットカード決済事業の営業を譲受。
  - 11月 - 株式会社ペイメント・ワンからクレジットカード決済事業の営業を全部譲受[10]。
- 2005年（平成17年）
  - 2月 - 現社名に変更[11]。
  - 4月4日 - 東京証券取引所マザーズ市場に上場[12]。
  - 5月20日 - スカイマークエアラインズ（現・スカイマーク）[13]の子会社であったイプシロン株式会社（現・GMOイプシロン）の株式を取得し子会社化[14]。
- 2008年（平成20年）9月17日 - 東京証券取引所1部へ指定替え[15]。
- 2012年（平成24年）3月31日 - アスナルから継承していたアスナルクレジット決済サービスを終了。
- 2015年（平成27年）6月9日 - 三井住友フィナンシャルグループ、三井住友銀行及びGMOインターネットと資本業務提携[16]。
- 2020年（令和2年）7月15日 - 連結子会社のGMOフィナンシャルゲート株式会社が東京証券取引所マザーズ市場へ新規上場[17]。
- 2021年（令和3年）4月 - 株式会社ビュフォートを子会社化[18]。
- 2022年（令和4年）4月1日 - 株式会社ビュフォートを吸収合併[19]。
- 2025年（令和7年）1月8日 - 株式会社エンペイを連結子会社化[20]。

## 加入団体
- 社団法人日本クレジット協会（JCA）
- 日本マルチペイメントネットワーク推進協議会 （JAMPA）
- PCI SSC（Payment Card Industry Security Standards Council, LLC）

## 関連会社
- GMOイプシロン株式会社
- GMOペイメントサービス株式会社
- GMOフィナンシャルゲート株式会社
- GMOカードシステム株式会社
- GMOリザーブプラス株式会社
- 株式会社エンペイ

など

## 不正アクセス問題
2017年3月10日、GMOペイメントゲートウェイにて運営を受託していた、東京都・住宅金融支援機構の支払い用Webサイトから、計約72万件の個人情報が流出した可能性がある事が発表された。漏洩した情報の中には氏名、住所、電話番号、生年月日、クレジットカード番号、有効期限、セキュリティコードが含まれていた。
原因は、Webサイトの構築に使用していたアプリケーションフレームワークのApache Struts 2の脆弱性を使用し不正アクセスされ、悪意のあるプログラムを設置されたことによるもの。社内では2016年4月から新規のApache Strutsの採用を取りやめていたが、一部のシステムではフレームワークのアップデートに対応が留まっていた。
2017年5月1日、再発防止策について取りまとめた調査報告書を公表した。今後の対策としては、Apache Strutsの廃止やセキュリティ部門の人員強化、全社的なガバナンス体制の強化、情報セキュリティの啓蒙活動を行っていくとしている。